# Разъезд (Кировская область)
Разъезд — поселок в Слободском районе Кировской области в составе Озерницкого сельского поселения.

## География
Находится на расстоянии примерно 30 км на север от районного центра города Слободской.

## История
Известен с 1978, в 1989 году было учтено 164 жителя.

## Население
Постоянное население составляло 119 человек (русские 94 %) в 2002 году, 66 в 2010.